# Trichostomum calyptratum
Trichostomum calyptratum là một loài Rêu trong họ Pottiaceae. Loài này được (Taylor) Müll. Hal. miêu tả khoa học đầu tiên năm 1900.